# Fábio Alves Félix
Fábio Alves Félix (sinh ngày 10 tháng 1 năm 1980) là một cầu thủ bóng đá người Brasil.

## Sự nghiệp câu lạc bộ
Fábio Alves Félix đã từng chơi cho Cerezo Osaka và Yokohama FC.

## Thống kê câu lạc bộ

### J.League
| Đội          | Năm       | J.League | J.League | J.League Cup | J.League Cup | Tổng cộng | Tổng cộng |
| Đội          | Năm       | Trận     | Bàn      | Trận         | Bàn          | Trận      | Bàn       |
| ------------ | --------- | -------- | -------- | ------------ | ------------ | --------- | --------- |
| Cerezo Osaka | 2005      | 23       | 7        | 6            | 0            | 29        | 7         |
| Yokohama FC  | 2011      | 4        | 1        | -            | -            | 4         | 1         |
| Tổng cộng    | Tổng cộng | 27       | 8        | 6            | 0            | 33        | 8         |